# 薩姆·伍德
薩姆·伍德（英語：Sam Wood；1986年8月9日—）是一位英格蘭足球運動員。在場上的位置是翼鋒或二閘。他現在效力於英格蘭足球乙級聯賽球隊韦康比流浪者足球俱乐部。

## 外部連結
- 足球数据库：薩姆·伍德的球员统计数据
- Player profile （页面存档备份，存于） at Brentford F.C.
- Article at the Football League's website